# Cornelis Jamin
Cornelis Jamin (Boxmeer, 27 januari 1850 - Rotterdam, 11 juli 1907) was een Nederlands ondernemer. Hij was de oprichter van snoepwinkelketen Jamin.
Jamin verhuisde in 1870 naar Rotterdam. Hij trouwde in 1876 met Maria Martina van de Lagen, met wie hij een zoon kreeg. Zijn vrouw overleed al twee jaar na hun huwelijk. Jamin hertrouwde in 1878 met Louisa Johanna Reuther, met wie hij twee dochters en drie zonen kreeg. Deze drie zonen zouden na zijn overlijden het familiebedrijf voortzetten.
In Rotterdam begon Jamin een straathandel in zoetwaren. Snel daarna startte hij een bakkerij en twee kleine suikerwerkfabrieken. In de tien jaar daarna opende hij meerdere winkels in Rotterdam om zijn producten te verkopen. Zijn imperium groeide snel: bij zijn overlijden in 1907 bestond de keten uit vijftig winkels. 
Cornelis Jamin is begraven op de Rooms-katholieke begraafplaats St. Laurentius in  Rotterdam Crooswijk, waar de grafkapel van de familie Jamin nog te zien is.